# Dalriada

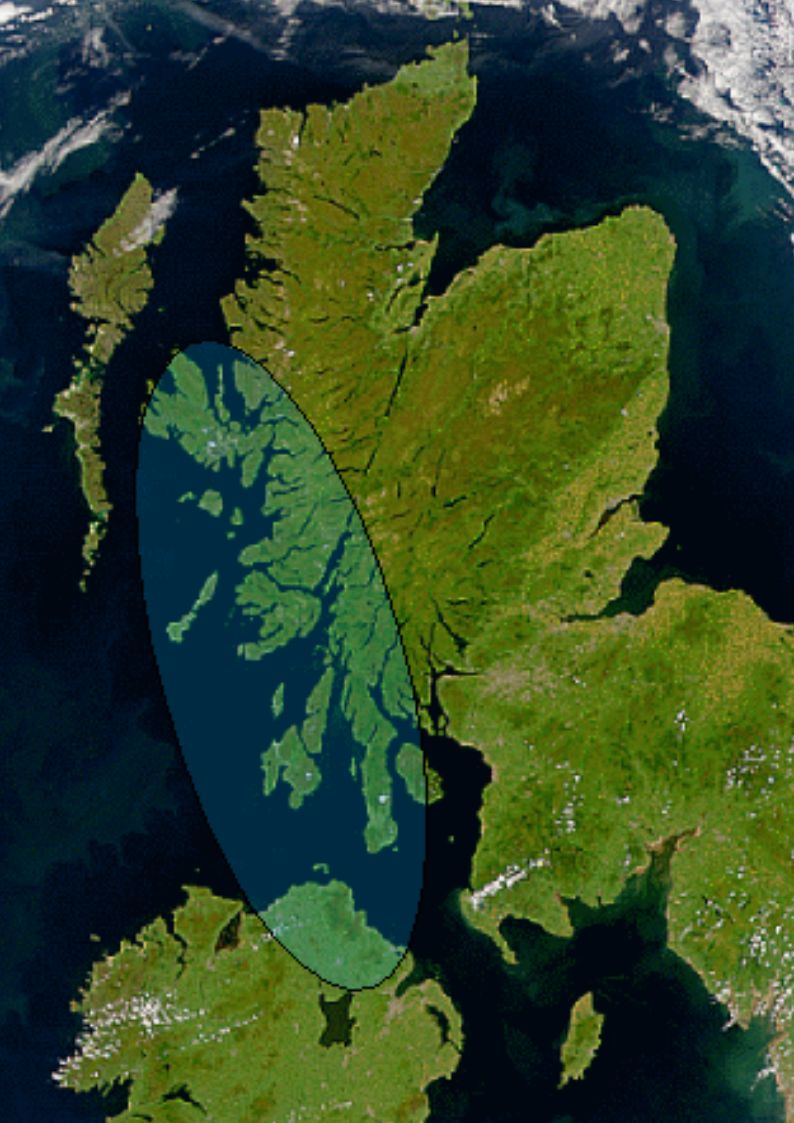
Immagine dal satellite di Gran Bretagna ed Irlanda del Nord: in evidenza l'area approssimativa del regno di Dál Riata (ombreggiato).

Il regno di Dalriada (anche Dál Riata o Dalriata) fu un regno gaelico di lingua goidelica esteso dalla costa occidentale della Scozia alle coste nord-orientali dell'Irlanda, situato nelle tradizionali e moderne contee scozzesi di Argyll, Bute e nella contea di Antrim nell'Irlanda del Nord. Si estendeva, dunque, a cavallo del canale del Nord e controllava le rotte navali relative.

## Storia
L'opinione tradizionale, risalente addirittura all'VIII secolo, che si trattasse di una colonia irlandese in Scozia è stata messa recentemente in discussione, soprattutto sulla base di ritrovamenti archeologici, ma non è stata ancora raggiunta una conclusione definitiva. Dopo una fase di prosperità ed espansione, il regno, ormai agonizzante, venne gradualmente assorbito nel nascente regno di Alba, erede della fusione tra Pitti e Gaeli e predecessore del regno di Scozia.
Nel territorio corrispondente alla contea di Argyll, il regno era formato da quattro clan principali, ognuno guidato dal proprio capo: il Cenél nGabráin (insediato a Kintyre), il Cenél nÓengusa (con sede a Islay), il Cenél Loairn (il cui eponimo fu Loarn di Dalriada e che diede il nome al distretto di Lorne) e il Cenél Comgaill (il cui eponimo fu Comgall di Dalriada e che diede il nome alla penisola di Cowal). Si pensa che la fortezza di Dunadd sia stata la capitale, mentre altre fortezze reali di una certa importanza furono probabilmente Dunollie, Dunaverty e Dunseverick. All'interno del territorio controllato dal regno era ubicato l'importante monastero di Iona, esistente ancora oggi sull'isola, che svolse un ruolo chiave nella diffusione del cristianesimo celtico in tutta la Gran Bretagna settentrionale e nello sviluppo dell'arte insulare: Iona fu infatti un centro nevralgico di produzione e propulsione di cultura e qui videro la luce svariati manoscritti significativi. Il regno di Dalriada ebbe, soprattutto a causa della conformazione del territorio controllato e della sua economia, una spiccata vocazione marinara e una potente flotta.
Gli abitanti di Dál Riata sono spesso chiamati Scoti, dal latino Scotti, un termine che in origine sembra significasse "razziatori", "invasori", e che più tardi venne a significare indifferentemente coloro che parlavano una lingua gaelica, si trattasse di Scozzesi, Irlandesi, o di altri popoli.
Secondo la concezione tradizionale, il regno degli antichi Scoti (Sgaothaich), situato nella contea irlandese di Antrim, conquistò la contea di Argyll e la parte occidentale della Scozia a partire dal V secolo (ma gli Scoti erano già presenti nell'isola probabilmente già negli ultimi tempi del dominio romano sulla Britannia).
Sotto Fergus I (Fergus Mór mac Eirc, 500-501), il centro del regno si spostò nella parte scozzese, con capitale Dunadd, mentre la parte irlandese si ridusse man mano, fino alla perdita di contatti determinata dalle incursioni dei Vichinghi nel X secolo. Dopo lunghe lotte con i Pitti, nel IX secolo i re di Dalriada erano giunti a governare l'intera Scozia, (regno di Alba).
Due documenti medioevali, il Book of Ballymote (38 nomi) e il Pedigree of the Scottish Kings (25 nomi) riportano l'elenco dei re di Dalriada tra la fine del IV e gli inizi del VI secolo, ma concordano solo per gli ultimi otto nomi. Questi elenchi hanno carattere leggendario.
Le liste dei re successivi, a partire da Fergus I si trovano negli Annali dei quattro maestri, una compilazione del XVII secolo da manoscritti più antichi ora perduti, che raccoglie le notizie principalmente sull'Irlanda, ma anche sulla Scozia e sul Galles, dalle origini fino al 1616.

## Nome
Il nome Dalriada, precedentemente o in alternativa Dál Riata, è un sintagma composto da due termini: l'antico irlandese dál, nella lingua moderna ormai solo un arcaismo, che deriva dal protoceltico *dālom "porzione, parte; distretto, zona tribale", la cui radice protoindoeuropea *deh₂- "dividere, spartire" è comune anche, ad esempio, al greco δῆμος dêmos "contrada, municipio; cittadinanza, demo"; e Riata (o Riada), che, invece, pare essere un nome proprio risalente addirittura all'irlandese arcaico. Si desume perciò che Dalriada possa essere tradotto come "pezzo (di territorio) di Riata" nella regione.

## Re leggendari
Di seguito si elencano alcuni re leggendari di Dalriada i cui nomi sono stati tramandati dalla tradizione medievale.
- Metellanus, 9-35 d.C.
- Caractacus, 35-57
- Corbredus, 57-75
- Dardanus, 75-78
- Corbredus Galgac, 78-114
- Lugtach, 114-116
- Trenmor, 140
- Mogal, 140-152
- Conar, 152-160
- Argad d'Argyll, 160-163
- Ethod, 163-199
- Satrahell, 199-204
- Donald. 204-224
- Ethod II, 224-240
- Athirk, 240-253
- Northolok, 253-264
- Findoc, 264-272
- Donald II, 274-284
- Cratlinich, 284-308
- Fincomarc d'Irlanda, 308-354
- Romach, 354-359
- Angus, 359-360
- Fetelmach, 360-363
- Eugene, 363-404
- Feragus, 404-411
- Feragus II, 411-420
- Eugene II, 420-427
- Eugene III, 427-449
- Dongard, 449-454
- Constantin, 454-469
- Canegall, 469-479
- Canegall II, 479-501
- Contran, 501-535
- Eugene IV, 535-558
- Canegall III, 558-569
- Kinaull, 569-570
- Aldan, 570-604
- Kenneth, 604-605
- Eugene V, 605-622
- Ferchard, 622-636
- Donald, 636-650
- Ferchard II, 650-667
- Maldwin, 667-687
- Eugene VI Eochaid, 687-695
- Eugene VII, 695-703
- Eugene VIII, 703-719
- Mordac, 719-730
- Etwine, 730-761
- Eugene IX, 761-764
- Fergus II, 764-767
- Solvace, 767-787
- Achan, 787-819
- Canegall III, 819-824
- Donegall II, 824-831
- Alpin, 831-834.

Con Kenneth II Mc Alpin (834-54) dall'850 il regno di Dalriada si fonde con quello di Alban creando il nuovo regno di Scozia.